# Williamsburg (Virgínia)
Williamsburg é uma cidade independente localizada no estado americano da Virgínia. Foi fundada em 1632. A cidade foi capital da Colônia da Virgínia entre 1699 e 1780 e o centro de eventos políticos da Revolução Americana.
A Faculdade de William e Mary, fundada em 1693, é a segunda instituição de ensino superior mais antiga dos Estados Unidos e a única das nove faculdades coloniais do Sul; seus ex-alunos incluem três presidentes dos Estados Unidos, bem como muitas outras figuras importantes no início da história do país.

## Geografia
De acordo com o United States Census Bureau, a cidade tem uma área de 23,6 km², dos quais 23,2 km² estão cobertos por terra e 0,4 km² por água.

## Demografia
Segundo o censo nacional de 2010, a sua população é de 14 068 habitantes e sua densidade populacional é de 596,9 hab/km².

## Marcos históricos
A relação a seguir lista as 24 entradas do Registro Nacional de Lugares Históricos em Williamsburg. Os primeiros marcos foram designados em 15 de outubro de 1966 e o mais recente em 23 de fevereiro de 2021. Aqueles marcados com ‡ também são um Marco Histórico Nacional.
- Archeological Site No. 44JC308
- Armistead House
- Bruton Parish Church‡
- Bruton Parish Poorhouse Archeological Site
- Bryan Manor
- Carter's Grove‡
- Chandler Court and Pollard Park Historic District
- College Landing
- College Terrace Historic District
- Distrito Histórico de Williamsburg‡
- First Baptist Church
- Green Spring
- James Semple House‡
- Kingsmill Plantation
- Matthew Whaley School
- Merchants Square and Resort Historic District
- Norge Train Depot
- Peyton Randolph House‡
- Porto Bello
- Riverview
- Whitaker's Mill Archeological Complex
- Williamsburg Inn
- Wren Building, College of William and Mary‡
- Wythe House]]‡